# Équipe d'Ukraine de Fed Cup
Pour un article plus général, voir Fed Cup.
L'équipe d'Ukraine de Fed Cup est l’équipe qui représente l’Ukraine lors de la compétition de tennis féminin par équipe nationale appelée Fed Cup (ou « Coupe de la Fédération » entre 1963 et 1994).
Elle est constituée d'une sélection des meilleures joueuses de tennis ukrainiennes du moment sous l’égide de la Fédération ukrainienne de tennis.
L'Ukraine a disputé deux éditions au sein du groupe mondial, en 2010 et 2012.

## Résultats par année

### 2002 - 2009
- 2002 (4 tours, 16 équipes + play-offs) : pour sa première participation, l’Ukraine s'incline en play-offs I contre la Slovénie.
- 2003 : l’Ukraine concourt dans les compétitions par zones géographiques.
- 2004 (4 tours, 16 équipes + play-offs) : l’Ukraine s'incline en play-offs I contre l’Allemagne.
- 2005 - 2006 : l’Ukraine concourt dans les compétitions par zones géographiques.
- 2007 (3 tours, 8 équipes + groupe mondial II, play-offs I et II) : l’Ukraine l’emporte en play-offs II contre l’Australie.
- 2008 (3 tours, 8 équipes + groupe mondial II, play-offs I et II) : après une victoire en groupe mondial II contre la Belgique, l’Ukraine s'incline en play-offs I contre l’Italie.
- 2009 (3 tours, 8 équipes + groupe mondial II, play-offs I et II) : après une victoire en groupe mondial II contre  Israël, l’Ukraine l’emporte en play-offs I contre l’Argentine.

### 2010 - 2015
- 2010 (3 tours, 8 équipes + groupe mondial II, play-offs I et II) : après une défaite en 1/4 de finale du groupe mondial contre l’Italie, l’Ukraine s'incline en play-offs I contre l’Australie.
- 2011 (3 tours, 8 équipes + groupe mondial II, play-offs I et II) : après une victoire en groupe mondial II contre la Suède, l’Ukraine l’emporte en play-offs I contre l’Australie.
- 2012 (3 tours, 8 équipes + groupe mondial II, play-offs I et II) : après une défaite au 1er tour du groupe mondial contre l’Italie, l’Ukraine s'incline en play-offs I contre les États-Unis.
- 2013 (3 tours, 8 équipes + groupe mondial II, play-offs I et II) : après une défaite en groupe mondial II contre l’Espagne, l’Ukraine s'incline en play-offs II contre le Canada.
- 2014 - 2015 : l’Ukraine concourt dans les compétitions par zones géographiques.

## Bilan de l'équipe
Résultats des confrontations entre l’Ukraine et ses adversaires les plus fréquents (3 rencontres minimum dans les groupes mondiaux).
| # | Adversaires | Rencontres | Victoires | Défaites | % victoires |
| - | ----------- | ---------- | --------- | -------- | ----------- |
| 1 | Australie   | 3          | 2         | 1        | 67 %        |
| 2 | Italie      | 3          | 0         | 3        | 0 %         |

## Bilan des joueuses les plus sélectionnées
Ce bilan est calculé sur la base des rencontres officielles des groupes mondiaux et barrages I et II. Les rencontres des tableaux dits de « consolation » et celles par « zones géographiques » ne sont pas prises en compte. Les joueuses comptant moins de 5 sélections ne sont pas reprises dans le tableau.
| # | Joueuses            | De   | à    | Sélections | Matchs | Victoires | Défaites | % victoires |
| - | ------------------- | ---- | ---- | ---------- | ------ | --------- | -------- | ----------- |
| 1 | Alona Bondarenko    | 2007 | 2010 | 7          | 15     | 10        | 5        | 67 %        |
| 2 | Kateryna Bondarenko | 2007 | 2012 | 7          | 16     | 9         | 7        | 56 %        |
| 3 | Lesia Tsurenko      | 2011 | 2013 | 6          | 14     | 4         | 10       | 29 %        |
| 4 | Olga Savchuk        | 2009 | 2013 | 5          | 8      | 6         | 2        | 75 %        |